# 佐賀県道350号相知厳木線
佐賀県道350号相知厳木線（さがけんどう350ごう おうちきゅうらぎせん）は、佐賀県唐津市を通る一般県道である。

## 概要
唐津市相知町長部田から唐津市厳木町牧瀬に至る。国道203号の厳木バイパスに平行する旧道区間。

### 路線データ
- 起点：佐賀県唐津市相知町長部田（相知長部田IC交差点、国道203号交点）
- 終点：佐賀県唐津市厳木町牧瀬（牧瀬IC入口交差点、国道203号交点、佐賀県道37号厳木富士線起点）
- 総延長：6 km[1]

## 歴史
- 2018年（平成30年）
  - 2月9日 - 佐賀県告示第29号により認定[2]。
  - 4月1日 - 国道203号のうち、厳木バイパスに並行する現道区間の道路管理が国土交通省から佐賀県に変更され、佐賀県道350号相知厳木線に変更となる[1]。

## 路線状況

### 道路施設

#### 橋梁
- 本山橋（厳木川、唐津市）
- 町切橋（厳木川、唐津市）
- 厳木橋（厳木川、唐津市）
- 牧瀬橋（浦川内川、唐津市）

## 地理

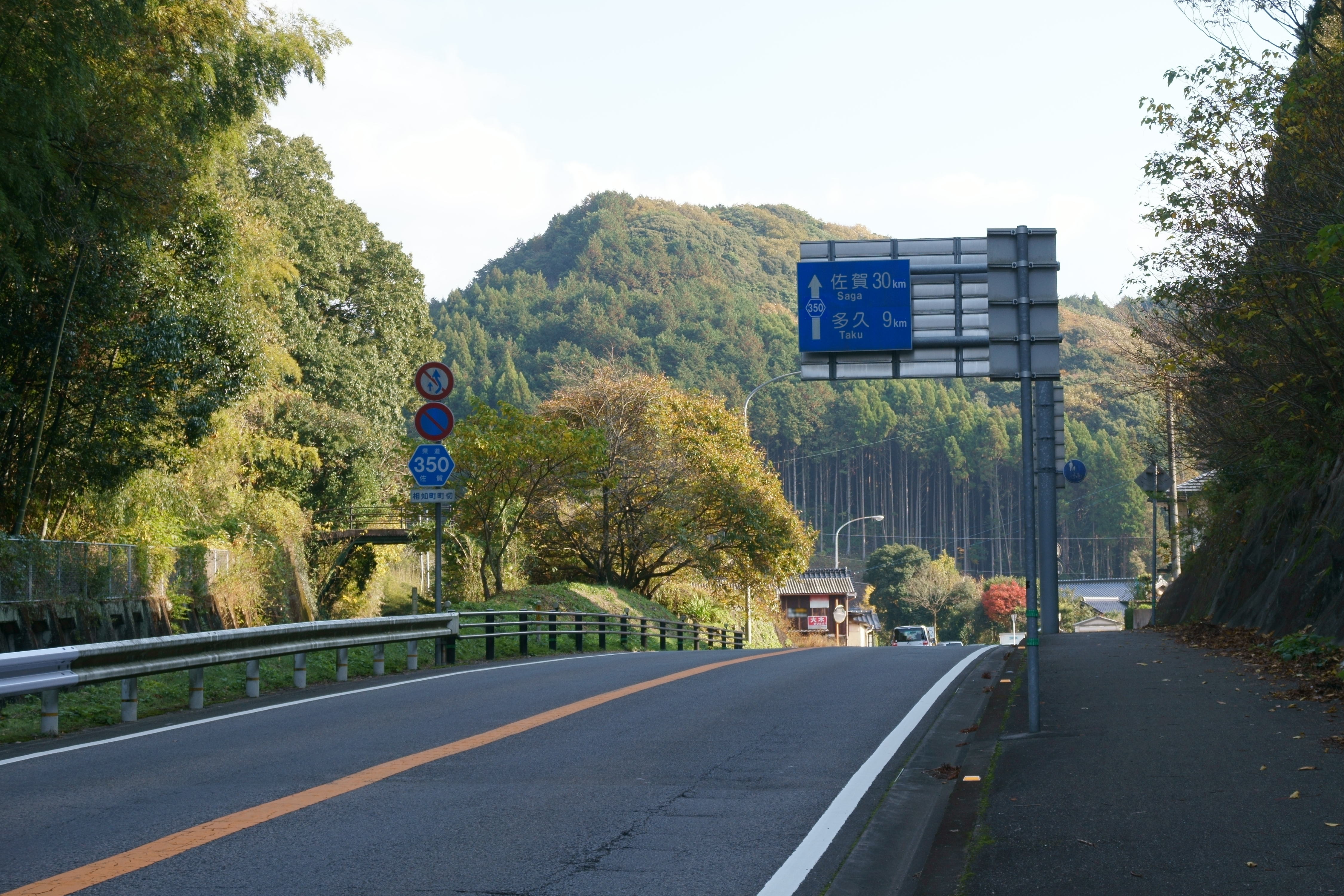
町切峠より箞木方面

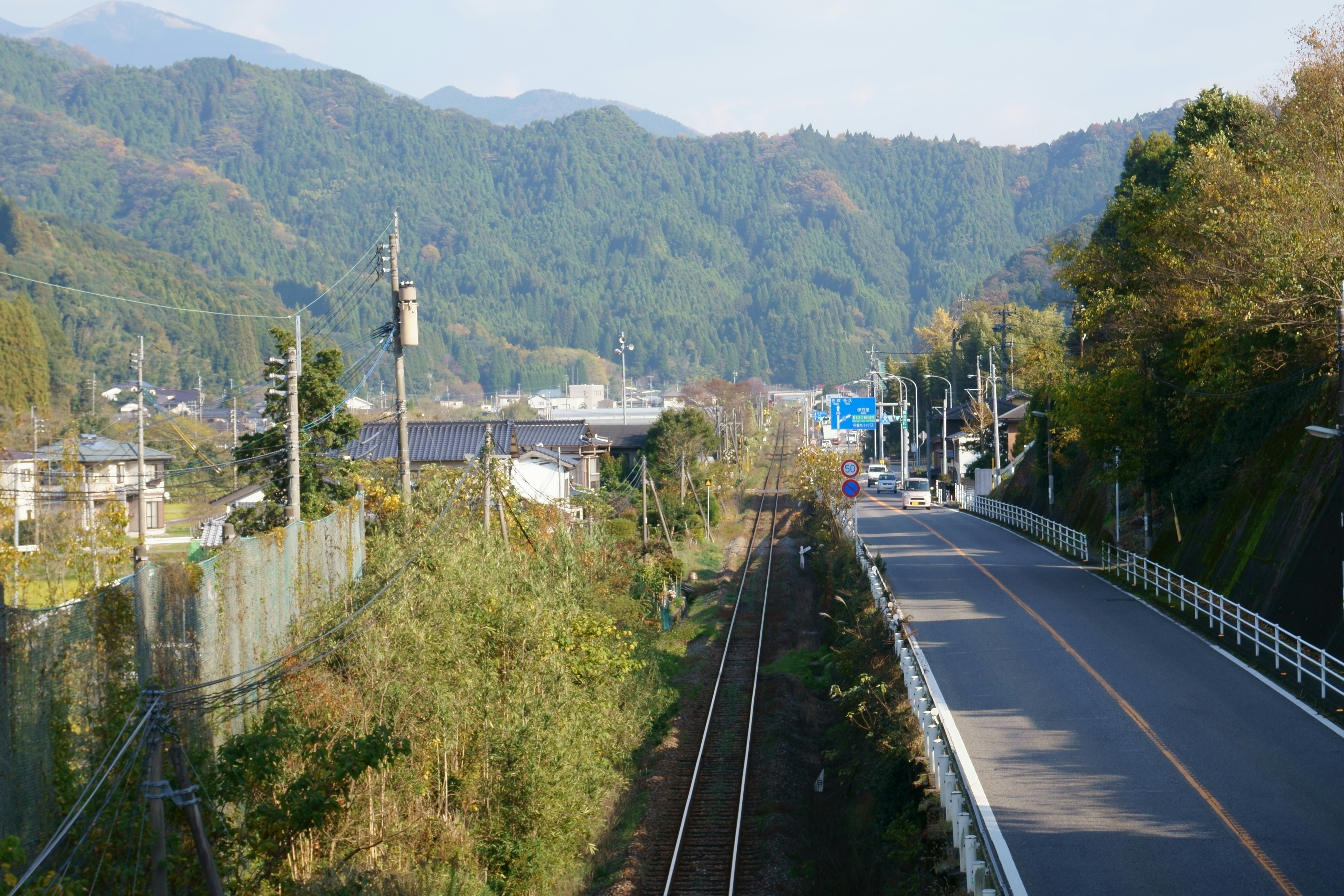
箞木歩道橋より厳木駅方面

### 通過する自治体
- 唐津市

### 交差する道路
| 交差する道路                                    | 交差する場所           | 交差する場所                           |
| ----------------------------------------------- | ---------------------- | -------------------------------------- |
| 国道203号 / 厳木バイパス                        | 相知町長部田           | 相知長部田IC交差点 / 起点 相知長部田IC |
| 佐賀県道341号山崎町切線                         | 相知町町切             | 町切交差点                             |
| 佐賀県道32号伊万里畑川内厳木線                  | 厳木町巻木（うつぼぎ） | うつぼ木交差点                         |
| 佐賀県道276号七山厳木線 佐賀県道322号板屋厳木線 | 厳木町牧瀬             | 牧瀬交差点                             |
| 国道203号 / 厳木バイパス 佐賀県道37号厳木富士線 | 厳木町牧瀬             | 牧瀬IC入口交差点 / 終点                |

### 沿線
- 唐津警察署 相知幹部派出所
- JR九州唐津線
  - 岩屋駅 - 厳木駅
- 佐賀県立厳木高等学校
- 唐津市立厳木小学校
- 唐津市立厳木中学校
- 道の駅厳木（終点付近）